# James Paget
James Paget, (Great Yarmouth, Norfolk, 11 de janeiro de 1814 — Londres, 30 de dezembro de 1899) foi um cirurgião e fisiologista britânico que juntamente com Rudolf Virchow fundou a ciência da patologia.
Seu nome é comumente pronunciado de maneira incorreta no Brasil (“peiget”). A pronúncia correta é “pædʒət” ( rima com"gadget").
Existem três doenças nomeadas em sua homenagem:
- Doença de Paget do osso
- Doença de Paget da mama
- Doença de Paget extramamária